# Какусуу
Какусуу (ест. Kakusuu. місцеві назви Какусоо та Кахусоо) — село в Естонії, входить до складу волості Орава, повіту Пилвамаа.